# Mile, Smolean
Mile (în bulgară Миле) este un sat în comuna Madan, regiunea Smolean,  Bulgaria. 

## Demografie
Componența etnică a satului Mile
     Bulgari (25%)
     Nicio identificare (75%)
     Altele (0%)
La recensământul din 2011, populația satului Mile era de 20 locuitori. Nu există o etnie majoritară, locuitorii fiind  și bulgari (25%). Pentru 75% din locuitori nu este cunoscută apartenența etnică.